# Високе мистецтво (фільм)
«Високе мистецтво» (англ. High art) — дебютний фільм американської режисерки і сценаристки Лізи Холоденко 1998 року.

## Сюжет
24-річна Сід (Рада Мітчелл) працює молодшою редакторкою у журналі художньої фотографії «Frame» і живе зі своїм хлопцем Джеймсом. Одного разу Сід виявляє, що зі стелі ванної крапає вода, і стукає в квартиру зверху, щоб з'ясувати, що трапилося.
У тому помешканні Сід вражають фотографії, що висять на стінах. Виявляється, їх зробила господиня квартири Люсі Берлінер (Еллі Шиді). Колись вона була відомою фотографинею, але кілька років тому зникла з поля зору, припинивши виставляти й видавати свої роботи, хоча не кинула фотографувати. Тепер, у свої 40 років, Люсі живе з подругою Ґретою, в минулому німецькою акторкою, і її квартира є осередком вечірок групи богемних друзів, серед яких практично всі мають проблеми з наркотиками.
Сід хоче, щоб Люсі зробила серію фотографій для «Frame». Спочатку Люсі відмовляється, проте під час переговорів з редакторкою погоджується на роботу, за умови, що Сід буде її особистою редакторкою.
Взаємини між Сід і Люсі виходять за межі професійних, Сід відчуває сильну емоційну захопленість Люсі. Сід пробуджує в Люсі вогонь творчості, який для неї невіддільний від самого життя. У почуттях до Сід Люсі черпає натхнення, що виражається у фотознімках.
Спочатку Сід не згідна віддати в журнал знімки, на яких зображена вона сама з неприкритою душею. Але змішане почуття, що складається з небажання погубити кар'єру і прагненням показати чудову творчість Люсі світу, перемагає сором. Новий номер журналу виходить зі знімками Люсі. Але сама вона його не побачить, загинувши напередодні від передозування наркотиків.

## Цікаві факти
- У стиль фотомистецтва персонажа Люсі Берлінер покладено творчість Нен Голдін. Фотографії, які фігурують у фільмі, зробила фотографиня Жожо Вілден (Jojo Whilden)[5].
- Музику до фільму записав рок-гурт Shudder to Think[en].

## Нагороди
Фільм відзначено такими нагородами:
| Нагороди                                         | Нагороди | Нагороди                               | Нагороди             | Нагороди           |
| ------------------------------------------------ | -------- | -------------------------------------- | -------------------- | ------------------ |
| Фестиваль / Премія                               | Рік      | Нагорода                               | Категорія            | Переможець         |
| Кінофестиваль в Довіле                           | 1998     | Спеціальний приз журі                  |                      | Ліза Холоденко     |
| Фестиваль «Fantasporto»                          | 1999     | Приз тижня режисерів — особлива згадка |                      | Ліза Холоденко     |
| GLAAD Media Awards                               | 1999     | GLAAD Media Award                      |                      | «Високе мистецтво» |
| «Незалежний дух»                                 | 1999     | Independent Spirit Award               | Найкраща жіноча роль | Еллі Шиді          |
| Асоціація кінокритиків Лос-Анджелеса             | 1999     | LAFCA Award                            | Найкраща жіноча роль | Еллі Шиді          |
| Премія Національного товариства кінокритиків США | 1999     | NSFC Award                             | Найкраща жіноча роль | Еллі Шиді          |
| Sundance Film Festival                           | 1998     | Waldo Salt Screenwriting Award         |                      | Ліза Холоденко     |